# Zdeněk Kaláb
Zdeněk Kaláb (27. dubna 1964 Blažovice - 2. května 2010 Brno) byl český amatérský rovinový jezdec (amatérský žokej).
Bydlel v rodných Blažovicích, kde se staral o koně a pole. Zúčastnil se 61 závodů a pět jich vyhrál. Zemřel na následky zranění, které utrpěl při rovinovém dostihu tříletých a starších koní na 1900 metrů na závodišti Brno-Dvorska. V zatáčce před cílem uklouzla koni Richiemu noha a zalehl svého jezdce. Tím mu způsobil rozsáhlá vnitřní zranění. Záchranná služba ho převezla do nemocnice u sv. Anny. Zde na následky zranění zemřel.
Od roku 2010 se na jeho památku koná Memoriál Zdeňka Kalába.